# صدقة التطوع
صدقة التطوع هي إنفاق المال، وبذله، أو عمل خيري غير واجب، وهي من أسباب اكتساب الأجر ومضاعفته، وتطهير النفوس من آفة البخل والشح، وصدقة التطوع مستحبة في سائر الأوقات، والأماكن، وفي كل حال.
قال الله تعالى: ﴿الَّذِينَ يُنْفِقُونَ أَمْوَالَهُمْ بِاللَّيْلِ وَالنَّهَارِ سِرًّا وَعَلَانِيَةً فَلَهُمْ أَجْرُهُمْ عِنْدَ رَبِّهِمْ وَلَا خَوْفٌ عَلَيْهِمْ وَلَا هُمْ يَحْزَنُونَ ۝٢٧٤﴾ [البقرة:274]

## فضل صدقة التطوع
قال الله تعالى: ﴿مَثَلُ الَّذِينَ يُنْفِقُونَ أَمْوَالَهُمْ فِي سَبِيلِ اللَّهِ كَمَثَلِ حَبَّةٍ أَنْبَتَتْ سَبْعَ سَنَابِلَ فِي كُلِّ سُنْبُلَةٍ مِائَةُ حَبَّةٍ وَاللَّهُ يُضَاعِفُ لِمَنْ يَشَاءُ وَاللَّهُ وَاسِعٌ عَلِيمٌ ۝٢٦١﴾ [البقرة:261]
وَعَنْ أبِي هُرَيْرَةَ رَضيَ اللهُ عَنْهُ قَالَ: قَالَ رَسُولُ الله: «مَنْ تَصَدَّقَ بِعَدْلِ تمْرَةٍ مِنْ كَسْبٍ طَيِّبٍ، وَلا يَقْبَلُ اللهُ إِلا الطَّيِّبَ وَإِنَّ اللهَ يَتَقَبَّلُهَا بِيَمِينِهِ، ثُمَّ يُرَبِّيهَا لِصَاحِبِهِ، كَمَا يُرَبِّي أحَدُكُمْ فَلُوَّهُ، حَتَّى تَكُونَ مِثْلَ الجَبَلِ» متفق عليه.
وَعَنْ أبِي هُرَيْرَةَ رَضيَ اللهُ عَنْهُ أنَّ النَّبِيَّ صلى الله عليه وسلم قَالَ: «مَا مِنْ يَوْمٍ يُصْبِحُ العِبَادُ فِيهِ، إِلا مَلَكَانِ يَنْزِلانِ، فَيَقُولُ أحَدُهُمَا: اللهمَّ أعْطِ مُنْفِقاً خَلَفاً، وَيَقُولُ الآخَرُ اللهمَّ: أعْطِ مُمْسِكاً تَلَفاً». متفق عليه.

## أفضل الصدقة
عَنْ أبي هُرَيْرَةَ رَضيَ اللهُ عَنْهُ عَنِ النَّبِيِّ صلى الله عليه وسلم قَالَ: «خَيْرُ الصَّدَقَةِ مَا كَانَ عَنْ ظَهْرِ غِنىً، وَابْدَأ بِمَنْ تَعُولُ». أخرجه البخاري.
وَعَنْ أبي هُرَيْرَةَ رَضيَ اللهُ عَنْهُ قَالَ: جَاءَ رَجُلٌ إِلَى النَّبِيِّ صلى الله عليه وسلم فقال: يَا رَسُولَ الله، أيُّ الصَّدَقَةِ أعْظَمُ أجْراً؟ قَالَ: «أنْ تَصَدَّقَ وَأنْتَ صَحِيحٌ شَحِيحٌ، تَخْشَى الفَقْرَ وَتَأمُلُ الغِنَى، وَلا تُمْهِلُ حَتَّى إِذَا بَلَغَتِ الحُلْقُومَ، قُلْتَ: لِفُلانٍ كَذَا، وَلِفُلانٍ كَذَا، وَقَدْ كَانَ لِفُلانٍ» متفق عليه.
وَعَنْ أَبي هُرَيْرَةَ رَضِيَ اللهُ عَنْهُ أَنَّهُ قَالَ: يَا رَسُولَ الله أَيُّ الصَّدَقَةِ أَفْضَلُ؟ قَالَ: «جُهْدُ المُقِلِّ وَابْدَأْ بمَنْ تَعُولُ» أخرجه أحمد وأبو داود.
وَعَنْ أبِي هُرَيْرَةَ رَضِيَ اللهُ عَنْهُ قَالَ: قَالَ رَسُولُ الله صلى الله عليه وسلم: «دِينَارٌ أنْفَقْتَهُ فِي سَبِيلِ الله، وَدِينَارٌ أنْفَقْتَهُ فِي رَقَبَةٍ، وَدِينَارٌ تَصَدَّقْتَ بِهِ عَلَى مِسْكِينٍ، وَدِينَارٌ أنْفَقْتَهُ عَلَى أهْلِكَ، أعْظَمُهَا أجْراً الَّذِي أنْفَقْتَهُ عَلَى أهْلِكَ». أخرجه مسلم.
وَعَن أُمِّ كُلْثُومٍ بنتِ عُقْبَةَ رَضِيَ اللهُ عَنْهَا قَالَت: قَالَ رسُولُ الله صلى الله عليه وسلم: «أَفْضَلُ الصَّدَقَةِ عَلَى ذِي الرَّحِمِ الكَاشِحِ» أخرجه الحاكم.
﴿مَنْ ذَا الَّذِي يُقْرِضُ اللَّهَ قَرْضًا حَسَنًا فَيُضَاعِفَهُ لَهُ أَضْعَافًا كَثِيرَةً وَاللَّهُ يَقْبِضُ وَيَبْسُطُ وَإِلَيْهِ تُرْجَعُونَ ۝٢٤٥﴾ [البقرة:245]
وَعَنْ أَبِي هُرَيْرَةَ رَضِيَ اللهُ عَنْهُ أَنّ رَسُولَ الله صلى الله عليه وسلم قَالَ: «إذَا مَاتَ الإِنْسَانُ انْقَطَعَ عَمَلُهُ إلاّ مِنْ ثَلاَثٍ: صَدَقَةٍ جَارِيَةٍ، أَوْ عِلْمٍ يُنْتَفَعُ بِهِ، أَوْ وَلَدٍ صَالِحٍ يَدْعُو لَهُ» أخرجه مسلم.
عَنْ عُمَرَ بْنَ الخَطَّاب رَضِيَ اللهُ عَنْهُ قَالَ: أَمَرَنَا رَسُولُ الله صلى الله عليه وسلم أَنْ نَتَصَدَّقَ فَوَافَقَ ذلِكَ عِنْدِي مَالاً فَقُلْتُ: اليَوْمَ أَسْبقُ أَبَا بَكْرٍ إِنْ سَبَقْتُهُ يَوْماً، قَالَ: فَجِئْتُ بنِصْفِ مَالِي، فَقَالََ رَسُولُ الله صلى الله عليه وسلم: «مَا أَبْقَيْتَ لأَهْلِكَ؟» قُلْتُ مِثلَهُ، وَأَتَى أَبُو بَكْرٍ بكُلِّ مَا عِنْدَهُ فَقَالََ يَا أَبَا بَكْرٍ: «مَا أَبْقَيْتَ لأَهْلِكَ؟» قَالَ: أَبْقَيْتُ لَهُمُ اللهَ وَرَسُولَهُ. قُلْتُ: وَالله لاَ أَسْبقُهُ إِلَى شَيْءٍ أَبَداً. أخرجه أبو داود والترمذي.
وَعَنْ أبِي مُوسَى الأشْعَرِيِّ رَضِيَ اللهُ عَنْهُ قَالَ: قَالَ النَّبِيُّ صلى الله عليه وسلم: «عَلَى كُلِّ مُسْلِمٍ صَدَقَةٌ». قَالُوا: فَإِنْ لَمْ يَجِدْ؟ قَالَ: «فَيَعْمَلُ بِيَدَيْهِ فَيَنْفَعُ نَفْسَهُ وَيَتَصَدَّقُ». قَالُوا: فَإِنْ لَمْ يَسْتَطِعْ أوْ لَمْ يَفْعَلْ؟ قال: «فَيُعِينُ ذَا الحَاجَةِ المَلْهُوفَ». قَالُوا: فَإِنْ لَمْ يَفْعَلْ؟ قال: «فَيَأْمُرُ بِالخَيْرِ، أوْ قال: بِالمَعْرُوفِ». قال: فَإِنْ لَمْ يَفْعَلْ؟ قال: «فَيُمْسِكُ عَنِ الشَّرِّ فَإِنَّهُ لَهُ صَدَقَةٌ». متفق عليه.
وَعَنْ جَابِرِ بْنِ عَبْدِالله رضيَ اللهُ عَنْهُمَا عَنِ النَّبِيِّ صلى الله عليه وسلم قَالَ: «كُلُّ مَعْرُوفٍ صَدَقَةٌ». أخرجه البخاري.
وَعَنْ أنَسِ بْنِ مَالِكٍ رَضِيَ اللهُ عَنهُ قَالَ: قَالَ رَسُولُ الله صلى الله عليه وسلم: «مَا مِنْ مُسْلِمٍ يَغْرِسُ غَرْساً أوْ يَزْرَعُ زَرْعاً، فَيَأْكُلُ مِنْهُ طَيْرٌ، أوْ إِنْسَانٌ، أوْ بَهِيمَةٌ، إِلا كَانَ لَهُ بِهِ صَدَقَةٌ». خلاصة حكم المحدث : [صحيح] متفق عليه.
وَعَنْ حَارِثَةَ بْنَ وَهْبٍ رَضِيَ اللهُ عَنْهُ قَالَ: سَمِعْتُ النَّبِيَّ صلى الله عليه وسلم يَقُولُ: «تَصَدَّقُوا، فَإِنَّهُ يَأتِي عَلَيْكُمْ زَمَانٌ يَمْشِي الرَّجُلُ بِصَدَقَتِهِ فَلا يَجِدُ مَنْ يَقْبَلُهَا، يَقُولُ الرَّجُلُ: لَوْ جِئْتَ بِهَا بِالأمْسِ لَقَبِلْتُهَا، فَأمَّا اليَوْمَ فَلا حَاجَةَ لِي بِهَا». متفق عليه.
وَعَنْ عُقْبَةَ بْنِ الحَارِثِ رَضِيَ اللهُ عَنهُ قَالَ: صَلَّيْتُ مَعَ النَّبِيِّ صلى الله عليه وسلم العَصْرَ، فَلَمَّا سَلَّمَ قَامَ سَرِيعاً، دَخَلَ عَلَى بَعْضِ نِسَائِهِ، ثُمَّ خَرَجَ، وَرَأَى مَا فِي وُجُوهِ القَوْمِ مِنْ تَعَجُّبِهِمْ لِسُرْعَتِهِ، فَقَالَ: «ذَكَرْتُ وَأَنَا فِي الصَّلاَةِ تِمراً عِنْدَنَا، فَكَرِهْتُ أَنْ يُمْسِيَ، أَوْ يَبِيتَ عِنْدَنَا، فَأَمَرْتُ بِقِسْمَتِهِ» أخرجه البخاري.
﴿مَنْ ذَا الَّذِي يُقْرِضُ اللَّهَ قَرْضًا حَسَنًا فَيُضَاعِفَهُ لَهُ أَضْعَافًا كَثِيرَةً وَاللَّهُ يَقْبِضُ وَيَبْسُطُ وَإِلَيْهِ تُرْجَعُونَ ۝٢٤٥﴾ [البقرة:245]

## فضل الصدقة
قال الله تعالى:﴿الَّذِينَ يُنْفِقُونَ أَمْوَالَهُمْ بِاللَّيْلِ وَالنَّهَارِ سِرًّا وَعَلَانِيَةً فَلَهُمْ أَجْرُهُمْ عِنْدَ رَبِّهِمْ وَلَا خَوْفٌ عَلَيْهِمْ وَلَا هُمْ يَحْزَنُونَ ۝٢٧٤﴾ [البقرة:274]
«عن أبي هريرة رضي الله عنه أنَّ النَّبِيَّ صلى الله عليه وسلم قَالَ: مَا مِنْ يَوْمٍ يُصْبِحُ العِبَادُ فِيهِ، إِلا مَلَكَانِ يَنْزِلانِ، فَيَقُولُ أحَدُهُمَا: اللهم أعْطِ مُنْفِقاً خلفا، ويقول الآخَر اللهم أعْطِ ممسكا تلفا» متفق عليه.
«عن أبي هريرة رضي الله عنه عن النبي ﷺ قال: من أنفق زوجين فِي سَبِيلِ الله، دَعَاهُ خزنة الجنة، كل خَزنةِ باب أي: فلان هلُم». قال أبُو بَكْرٍ: يَا رَسُولَ الله، ذَاكَ الَّذِي لا تَوَى عَلَيْهِ، فَقال النَّبِيُّ ﷺ: «إني لأرجو أنْ تكون منهم». متفق عليه.
عَنْ عَدِيِّ بْنِ حَاتِمٍ رَضِيَ اللهُ عَنْهُ قَالَ: ذَكَرَ رَسُولُ الله صلى الله عليه وسلم النَّارَ فَأعْرَضَ وَأشَاحَ، ثُمَّ قال: «اتَّقُوا النَّارَ». ثُمَّ أعْرَضَ وَأشَاحَ حَتَّى ظَنَنَّا أنَّهُ كَأنَّمَا يَنْظُرُ إِلَيْهَا، ثُمَّ قال: «اتَّقُوا النَّارَ وَلَوْ بِشِقِّ تَمْرَةٍ، فَمَنْ لَمْ يجِدْ، فَبِكَلِمَةٍ طَيِّبَةٍ». متفق عليه.
«عن أبِي هريرة رضي الله عنه أنَّ رسول الله ﷺ قَال: لا يَتَصَدَّقُ أحَدٌ بِتَمْرَةٍ مِنْ كَسْبٍ طَيِّبٍ، إِلا أخَذَهَا اللهُ بِيَمِينِهِ، فَيُرَبِّيهَا كَمَا يُرَبِّي أحَدُكُمْ فَلُوَّهُ أوْ قَلُوصَهُ، حَتَّى تَكُونَ مِثْلَ الجَبَلِ، أوْ أعْظَمَ» متفق عليه.
«عن أَبِي هريرة رَضِي اللهُ عَنْهُ عَنْ رَسُولِ الله ﷺ قَالَ: ما نَقَصَتْ صَدَقَةٌ مِنْ مَالٍ، وَمَا زَادَ اللهُ عَبْداً بِعَفْوٍ إِلاَّ عِزا، وَمَا تَوَاضَعَ أَحَدٌ لله إِلاَّ رَفَعَهُ الله» أخرجه مسلم.

## فضل اليد العليا
اليد العليا هي المنفقة، واليد السفلى هي السائلة، ويد المنفق أعلى من الآخذ، وأعلى من السائل، ومما يدل على ذلك:
عَنْ حَكِيمِ بْنِ حِزَامٍ رَضيَ اللهُ عَنْهُ عَنِ النَّبِيِّ صلى الله عليه وسلم قَالَ: «اليَدُ العُلْيَا خَيْرٌ مِنَ اليَدِ السُّفْلَى، وَابْدَأ بِمَنْ تَعُولُ، وَخَيْرُ الصَّدَقَةِ عَنْ ظَهْرِ غِنىً، وَمَنْ يَسْتَعْفِفْ يُعِفَّهُ اللهُ، وَمَنْ يَسْتَغْنِ يُغْنِهِ اللهُ» متفق عليه.
﴿الَّذِينَ يُنْفِقُونَ أَمْوَالَهُمْ بِاللَّيْلِ وَالنَّهَارِ سِرًّا وَعَلَانِيَةً فَلَهُمْ أَجْرُهُمْ عِنْدَ رَبِّهِمْ وَلَا خَوْفٌ عَلَيْهِمْ وَلَا هُمْ يَحْزَنُونَ ۝٢٧٤﴾ [البقرة:274]
قال الله تعالى: ﴿يَسْأَلُونَكَ عَنِ الْخَمْرِ وَالْمَيْسِرِ قُلْ فِيهِمَا إِثْمٌ كَبِيرٌ وَمَنَافِعُ لِلنَّاسِ وَإِثْمُهُمَا أَكْبَرُ مِنْ نَفْعِهِمَا وَيَسْأَلُونَكَ مَاذَا يُنْفِقُونَ قُلِ الْعَفْوَ كَذَلِكَ يُبَيِّنُ اللَّهُ لَكُمُ الْآيَاتِ لَعَلَّكُمْ تَتَفَكَّرُونَ ۝٢١٩﴾ [البقرة:219]
عَنْ عَبْدِالله بْنِ عَمْرو رَضِيَ اللهُ عَنْهُ قَالَ: قَالَ رَسُولُ الله صلى الله عليه وسلم: «كَفَى بِالمَرْءِ إِثْماً أنْ يَحْبِسَ عَمَّنْ يَمْلِكُ قُوتَهُ» أخرجه مسلم.

## أولى الناس بالصدقة
عَنْ جَابِر بنِ عَبدِالله رَضِيَ اللهُ عَنْهُما أنَّ النَّبِيَّ صلى الله عليه وسلم قالَ لِرَجُلٍ: «ابْدَأْ بِنَفْسِكَ فَتَصَدَّقْ عَلَيْهَا، فَإِنْ فَضَلَ شَيْءٌ فَلأَهْلِكَ، فَإِنْ فَضَلَ عَنْ أهْلِكَ شَيْءٌ فَلِذِي قَرَابَتِكَ، فَإِنْ فَضَلَ عَنْ ذِي قَرَابَتِكَ شَيْءٌ فَهَكَذَا وَهَكَذَا». يَقُولُ: فَبَيْنَ يَدَيْكَ وَعَنْ يَمِينِكَ وَعَنْ شِمَالِكَ. أخرجه مسلم.
.فضل الصدقة على الأقارب:
عَنْ مَيْمُونَةَ بِنْتِ الحَارِثِ رَضِيَ اللهُ عَنْها أنَّهَا أعْتَقَتْ وَلِيدَةً فِي زَمَانِ رَسُولِ الله صلى الله عليه وسلم، فَذَكَرَتْ ذَلِكَ لِرَسُولِ الله صلى الله عليه وسلم، فَقَالَ: «لَوْ أعْطَيْتِهَا أخْوَالَكِ، كَانَ أعْظَمَ لأَجْرِكِ». متفق عليه.